# Auzouville-l’Esneval
Auzouville-l’Esneval település Franciaországban, Seine-Maritime megyében. Lakosainak száma 360 fő (2022. január 1.). Auzouville-l’Esneval Cideville, Limésy, Mesnil-Panneville, Motteville, Saint-Martin-aux-Arbres és Saussay községekkel határos.

## Népesség
A település népességének változása:
| Lakosok száma | 367  | 362  | 368  | 358  | 358  | 358  | 358  | 359  | 360  |
|               | 2013 | 2015 | 2016 | 2017 | 2018 | 2019 | 2020 | 2021 | 2022 |